# Tancrède Auguste
Tancrède Auguste (Cabo Haitiano, 16 de março de 1856 - Porto Príncipe, 2 de maio de 1913) foi presidente do Haiti.